# HD49024
HD49024 — хімічно пекулярна зоря спектрального класу
B9 й має видиму зоряну величину в смузі V приблизно  7,9.

## Пекулярний хімічний вміст
Зоряна атмосфера HD49024 має підвищений вміст 
Hg
.